# Marvin Gaye (chanson)
Pour l’article homonyme, voir Marvin Gaye.
Singles par Charlie Puth
See You Again
(2015)
Singles par Meghan Trainor
Lips Are Movin
(2014) Dear Future Husband
(2015)
Marvin Gaye est une chanson du chanteur américain Charlie Puth en collaboration avec la chanteuse américaine Meghan Trainor sortie en single le 10 février 2015. Elle est extraite du premier EP du chanteur, Some Type of Love, ainsi que sur son premier album,  Nine Track Mind. Le titre rend hommage au chanteur Marvin Gaye, mort assassiné par son père.
Elle se classe numéro un des ventes au Royaume-Uni, en Irlande, en Nouvelle-Zélande et en France où elle signe le premier numéro un du top français sous les 4 000 ventes, la semaine du 16 octobre 2015.

## Classements et certifications

### Classement hebdomadaire
| Classement (2015)                       | Meilleure position |
| --------------------------------------- | ------------------ |
| Allemagne (Media Control AG)            | 15                 |
| Australie (ARIA)                        | 4                  |
| Autriche (Ö3 Austria Top 40)            | 3                  |
| Belgique (Flandre Ultratop 50 Singles)  | 12                 |
| Belgique (Wallonie Ultratop 50 Singles) | 4                  |
| Canada (Hot 100)                        | 31                 |
| Croatie (Croatian Airplay Radio Chart)  | 1                  |
| Danemark (Tracklisten)                  | 28                 |
| Écosse (OCC)                            | 1                  |
| Espagne (PROMUSICAE)                    | 3                  |
| États-Unis (Hot 100)                    | 21                 |
| États-Unis (Adult Contemporary)         | 27                 |
| États-Unis (Adult Pop Songs)            | 12                 |
| États-Unis (Pop Airplay)                | 17                 |
| France (SNEP)                           | 1                  |
| Hongrie (Rádiós Top 40)                 | 21                 |
| Irlande (IRMA)                          | 1                  |
| Israël (Media Forest)                   | 1                  |
| Italie (FIMI)                           | 6                  |
| Japon (Hot 100)                         | 60                 |
| Norvège (VG-lista)                      | 17                 |
| Nouvelle-Zélande (RMNZ)                 | 1                  |
| Pays-Bas (Nederlandse Top 40)           | 19                 |
| Pologne (ZPAV)                          | 3                  |
| Royaume-Uni (UK Singles Chart)          | 1                  |
| Slovaquie (IFPI Rádio)                  | 17                 |
| Suède (Sverigetopplistan)               | 29                 |
| Suisse (Schweizer Hitparade)            | 2                  |

### Certifications
| Allemagne | Or          | 200 000 ^   |
| Australie | 2 × Platine | 140 000 ^   |
| Autriche | Or          | 15 000 *    |
| Belgique | Or          | 15 000 *    |
| Canada | 2 × Platine | 160 000 ^   |
| Danemark | Or          | 60 000 ^    |
| Espagne | Platine     | 40 000 ^    |
| États-Unis | 4 × Platine | 4 000 000 ‡ |
| Italie | 3 × Platine | 150 000 ‡   |
| Norvège | Platine     | 10 000 *    |
| Nouvelle-Zélande | Platine     | 15 000 *    |
| Royaume-Uni | Or          | 600 000 ‡   |
| Suède | 2 × Platine | 80 000 *    |
| Suisse | Platine     | 30 000 ^    |
| « * » représente les chiffres de vente, basés sur la certification uniquement. « ^ » représente les chiffres de vente en termes d’import-export, basés sur la certification uniquement. « ‡ » représente les chiffres de vente et de diffusion, basés sur la certification uniquement. |             |             |